# Sri Prakash Lohia

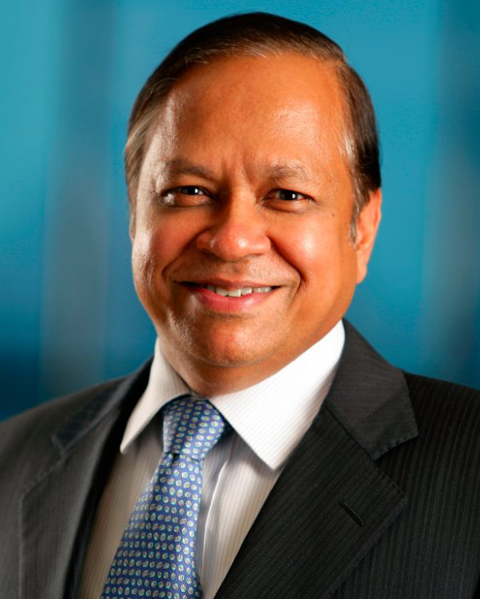
Sri Prakash Lohia

Sri Prakash Lohia (Hindi श्री प्रकाश लोहिअ; * 11. August 1952 in Kalkutta, Indien) ist ein indisch-indonesischer Unternehmer und Mitbegründer der Indorama Corporation, eines der führenden Unternehmen in der Textil-, Petrochemie- und Kunststoffindustrie. Mit einem geschätzten Vermögen von 8,8 Milliarden US-Dollar (Ende 2024) gehört Lohia zu den reichsten Indonesiern.

## Laufbahn
Lohia wurde als eines von drei Kindern des indischen Händlers Mohan Lal Lohia in Kalkutta geboren. Sri Prakash studierte Handel an der University of Delhi, wo er 1971 seinen Abschluss machte. Lohia zog in den 1970er Jahren nach Indonesien und gründete dort 1976 zusammen mit seinem Vater das Unternehmen Indorama, welches zunächst auf die Produktion von Garnen spezialisiert war. Unter seiner Leitung entwickelte sich das Unternehmen zu einem Global Player, insbesondere in der Produktion von Polyethylen-Terephthalat (PET), das in der Herstellung von Plastikflaschen und Verpackungen verwendet wird. Das Unternehmen zählt auch zu einem der weltweit führenden Herstellern von Dünger und Polyester.
In den späten 1980er Jahren teilte Manohar Lal das Firmenimperium unter seinen drei Söhnen auf, um künftige Familienstreitigkeiten zu vermeiden. Sri Prakashs älterer Bruder Om Prakash wurde nach Indien geschickt, wo er Indorama Synthetics gründete. Aloke, der jüngere Bruder von Sri Prakash, ging nach Thailand und gründete dort die Indorama Holdings. 2008 beschlossen die Brüder ihr PET-Geschäft zusammenzuführen, während sich Sri Prakash aus einigen Unternehmen zurückzog und im Gegenzug ein Drittel der Anteile an der thailändischen Indorama Holdings erhielt.
Im Jahr 2006 erwarb Lohia eine integrierte Olefinanlage in Nigeria, die heute das größte petrochemische Unternehmen in Westafrika und der zweitgrößte Olefinproduzent in Afrika ist. Er gehört damit zu den wichtigsten ausländischen Investoren in Nigeria. 2014 erwarb er auch zwei Drittel der Anteile an dem Unternehmen Industries chimiques du Sénégal, einem staatlichen Düngemittelunternehmen im Senegal.

## Persönliches
Lohia und seine Frau Seema Mittal (der Schwester von Lakshmi Mittal) haben zwei Kinder, Amit und Shruti. Amit schloss sein Studium an der Wharton School of Business der University of Pennsylvania ab und wurde Vice Chairman der Indorama Corporation.
Lohia ist ein Sammler von Kunst, seltenen Büchern und handkolorierten Lithografien. Er besitzt über 2300 alte Bücher, darunter alte Korane und Bibeln. In London, wo er gelegentlich lebt, gab Lohia 75 Millionen Dollar für die Renovierung eines alten Herrenhauses im Stadtteil Mayfair aus. Er gründete auch die wohltätige SP Lohia Foundation, welche Projekte in den Bereichen Gesundheit, Bildung und Kunst unterstützt.

## Auszeichnungen
- Pravasi Bharatiya Samman (2012)